# 292 Ludovica
292 Ludovica eller 1930 GM är en asteroid i huvudbältet, som upptäcktes den 25 april 1890 av den österrikiske astronomen Johann Palisa. Varför den namngavs till Ludovica är inte känt.
Ludovicas senaste periheliepassage skedde den 14 april 2020.[Uppdatering behövs] Dess rotationstid har beräknats till 8,93 timmar.